# Джаваи, Натан
Натан Джаваи (англ. Nathan Jawai; род. 10 ноября 1986 года в Сиднее, Австралия) — австралийский профессиональный баскетболист, выступает за баскетбольный клуб «Метрополитан 92». Коренной австралиец.

## Карьера

### Клубная карьера
В сезоне 2007–08 годов выступал в чемпионате Австралии, где в среднем за игру набирал 17,26 очков, делал 9,39 подборов и 1 блок-шот. При этом игрок проводил на площадке 30 минут, а процент попаданий с игры достигал 57% - по всем этим показателям Джаваи был вторым в лиге. Рекордные показатели в чемпионате Австралии: 28 очков, 18 подборов и 3 блок-шота.
Принял участие в Драфте НБА 2008 года, где был выбран под общим 41 номером командой «Индиана Пэйсерс». Однако права на него были проданы «Торонто Рэпторс» вместе с Джермейном О’Нилом, а взамен «Индиана» получила Ти Джей Форда, Радослава Нестеровича, Марсео Бастона и возможность выбора под 17 номером на Драфте 2008 года, под которым они получили Роя Хибберта.
Вскоре после сделки «Рэпторс» объявили о подписании с Джаваи двухлетнего контракта. В команде игрок получил прозвища «Австралийский Шак» и «Бэби Шак» за внешнее сходство с Шакил О'Нилом, но Джаваи претендовал на то, чтобы не походить на него в игре. Комментаторы матчей «Рэпторс» поддержали посыл и стали называть игрока «Большой Нэйт».
17 декабря 2008 года Джаваи возобновил тренировки - до этого времени ему был предписан покой и была ограничена физическая активность - перед началом сезона тестирование обнаружило у него аномалии сердечной деятельности.
21 января 2009 года Натан дебютировал в матче против «Детройт Пистонс» на домашней арене «Детройта».
26 января 2009 года «Торонто» отправило игрока в команду Лиги развития НБА «Айдахо Стэмпид». В первом матче Натан набрал 12 очков, сделал 5 подборов и 3 блок-шота, что стало лучшим результатом в команде, а «Айдахо» со счётом 104–96 одолел «Юту Флэш». 23 марта команда вернула игрока из Лиги развития.
9 июля 2009 года Натан Джаваи в результате сделки между четырьмя клубами («Рэпторс», «Маверикс», «Мэджик» и «Гризлиз») был продан в «Даллас Маверикс». 20 октября 2009 года Джавай был продан в «Миннесоту» за дополнительную возможность выбора во втором раунде драфта 2012 года.
8 ноября 2009 года Джаваи провел одну из лучших игр в карьере в НБА, набрав 16 очков, 6 подборов в игре против «Портленд Трэйл Блэйзерс».
19 февраля 2010 года игрок вновь оказался в Лиге развития НБА, где некоторое время провёл в команде «Сью Фоллс Скайфорс». 21 февраля 2010 года команда вернула Натана, а затем 31 марта вновь отправила в Лигу развития.
18 августа 2010 года Джавам подписал годичный контракт с сербским баскетбольным клубом «Партизан».
В июне 2011 года игрок перешёл в российский чемпионат, где подписал контракт с казанским «УНИКСом».
В 2012 году Джаваи вернулся в Австралию, где подписал контракт с клубом «Каирнс Марлинс», представляющей Дивизион Квинсленда Австралийской баскетбольной ассоциации. В этом же году перешёл в «Барселону».

## Статистика

### Статистика в НБА
| Сезон                                                                                    | Команда   | Регулярный сезон | Регулярный сезон | Регулярный сезон | Регулярный сезон | Регулярный сезон | Регулярный сезон | Регулярный сезон | Регулярный сезон | Регулярный сезон | Регулярный сезон | Регулярный сезон | Серия плей-офф | Серия плей-офф | Серия плей-офф | Серия плей-офф | Серия плей-офф | Серия плей-офф | Серия плей-офф | Серия плей-офф | Серия плей-офф | Серия плей-офф | Серия плей-офф |
| Сезон                                                                                    | Команда   | GP               | GS               | MPG              | FG%              | 3P%              | FT%              | RPG              | APG              | SPG              | BPG              | PPG              | GP             | GS             | MPG            | FG%            | 3P%            | FT%            | RPG            | APG            | SPG            | BPG            | PPG            |
| ---------------------------------------------------------------------------------------- | --------- | ---------------- | ---------------- | ---------------- | ---------------- | ---------------- | ---------------- | ---------------- | ---------------- | ---------------- | ---------------- | ---------------- | -------------- | -------------- | -------------- | -------------- | -------------- | -------------- | -------------- | -------------- | -------------- | -------------- | -------------- |
| 2008/09                                                                                  | Торонто   | 6                | 0                | 3,2              | 25,0             | 0,0              | 0,0              | 0,3              | 0,0              | 0,0              | 0,0              | 0,3              | Не участвовал  | Не участвовал  | Не участвовал  | Не участвовал  | Не участвовал  | Не участвовал  | Не участвовал  | Не участвовал  | Не участвовал  | Не участвовал  | Не участвовал  |
| 2009/10                                                                                  | Миннесота | 39               | 2                | 10,6             | 44,1             | 0,0              | 68,4             | 2,7              | 0,6              | 0,3              | 0,2              | 3,2              | Не участвовал  | Не участвовал  | Не участвовал  | Не участвовал  | Не участвовал  | Не участвовал  | Не участвовал  | Не участвовал  | Не участвовал  | Не участвовал  | Не участвовал  |
|                                                                                          | Всего     | 45               | 2                | 9,6              | 43,5             | 0,0              | 68,4             | 2,4              | 0,5              | 0,2              | 0,2              | 2,8              | Не участвовал  | Не участвовал  | Не участвовал  | Не участвовал  | Не участвовал  | Не участвовал  | Не участвовал  | Не участвовал  | Не участвовал  | Не участвовал  | Не участвовал  |
| Наведите курсор мыши на аббревиатуры в заголовке таблицы, чтобы прочесть их расшифровку. |           |                  |                  |                  |                  |                  |                  |                  |                  |                  |                  |                  |                |                |                |                |                |                |                |                |                |                |                |

### Статистика в Д-Лиге
| Сезон                                                                                    | Команда | Регулярный сезон | Регулярный сезон | Регулярный сезон | Регулярный сезон | Регулярный сезон | Регулярный сезон | Регулярный сезон | Регулярный сезон | Регулярный сезон | Регулярный сезон | Регулярный сезон | Серия плей-офф | Серия плей-офф | Серия плей-офф | Серия плей-офф | Серия плей-офф | Серия плей-офф | Серия плей-офф | Серия плей-офф | Серия плей-офф | Серия плей-офф | Серия плей-офф |
| Сезон                                                                                    | Команда | GP               | GS               | MPG              | FG%              | 3P%              | FT%              | RPG              | APG              | SPG              | BPG              | PPG              | GP             | GS             | MPG            | FG%            | 3P%            | FT%            | RPG            | APG            | SPG            | BPG            | PPG            |
| ---------------------------------------------------------------------------------------- | ------- | ---------------- | ---------------- | ---------------- | ---------------- | ---------------- | ---------------- | ---------------- | ---------------- | ---------------- | ---------------- | ---------------- | -------------- | -------------- | -------------- | -------------- | -------------- | -------------- | -------------- | -------------- | -------------- | -------------- | -------------- |
| 2008/09                                                                                  | Айдахо  | 14               | 9                | 24,0             | 52,6             | 0,0              | 77,8             | 6,4              | 1,6              | 0,3              | 1,1              | 11,1             | Не участвовал  | Не участвовал  | Не участвовал  | Не участвовал  | Не участвовал  | Не участвовал  | Не участвовал  | Не участвовал  | Не участвовал  | Не участвовал  | Не участвовал  |
| 2009/10                                                                                  | Су-Фолс | 4                | 0                | 21,0             | 45,2             | 0,0              | 50,0             | 4,5              | 1,0              | 0,3              | 0,0              | 8,3              | 3              | 0              | 12,6           | 47,6           | 0,0            | 100,0          | 2,7            | 1,0            | 0,0            | 0,3            | 7,7            |
|                                                                                          | Всего   | 18               | 9                | 23,3             | 50,8             | 0,0              | 74,4             | 5,9              | 1,4              | 0,3              | 0,8              | 10,5             | 3              | 0              | 12,6           | 47,6           | 0,0            | 100,0          | 2,7            | 1,0            | 0,0            | 0,3            | 7,7            |
| Наведите курсор мыши на аббревиатуры в заголовке таблицы, чтобы прочесть их расшифровку. |         |                  |                  |                  |                  |                  |                  |                  |                  |                  |                  |                  |                |                |                |                |                |                |                |                |                |                |                |

### Статистика в других лигах
| Сезон                                                                                   | Команда     | Лига              | GP  | GS | MPG  | FG%  | 3P% | FT%  | RPG | APG | SPG | BPG | PPG  |  |
| 2011/12                                                                                 | Все клубы   | Все лиги          | 47  | 24 | 14,8 | 55,9 | 0,0 | 67,3 | 4,1 | 0,4 | 0,4 | 0,5 | 8,6  |  |
| 2011/12                                                                                 | УНИКС       | Единая лига ВТБ   | 16  | 6  | 17,3 | 58,0 | 0,0 | 66,7 | 4,6 | 0,6 | 0,8 | 0,6 | 11,5 |  |
| 2011/12                                                                                 | УНИКС       | Евролига          | 16  | 11 | 14,2 | 54,4 | 0,0 | 65,9 | 4,3 | 0,3 | 0,3 | 0,6 | 7,2  |  |
| 2011/12                                                                                 | УНИКС       | ПБЛ               | 15  | 7  | 12,9 | 53,8 | 0,0 | 69,8 | 3,5 | 0,3 | 0,1 | 0,3 | 7,1  |  |
| 2012/13                                                                                 | Все клубы   | Все лиги          | 64  | 10 | 15,4 | 68,0 | 0,0 | 70,4 | 4,4 | 0,4 | 0,4 | 0,6 | 7,1  |  |
| 2012/13                                                                                 | Барселона   | Чемпионат Испании | 31  | 4  | 15,3 | 67,8 | 0,0 | 69,9 | 4,1 | 0,4 | 0,4 | 0,4 | 6,9  |  |
| 2012/13                                                                                 | Барселона   | Евролига          | 30  | 6  | 15,5 | 69,7 | 0,0 | 71,0 | 4,7 | 0,4 | 0,3 | 0,8 | 7,1  |  |
| 2012/13                                                                                 | Барселона   | Кубок Испании     | 3   | 0  | 16,5 | 56,3 | 0,0 | 71,4 | 5,0 | 0,3 | 0,3 | 1,0 | 7,7  |  |
| 2013/14                                                                                 | Все клубы   | Все лиги          | 4   | 0  | 11,0 | 75,0 | 0,0 | 70,6 | 2,3 | 0,5 | 0,3 | 0,3 | 7,5  |  |
| 2013/14                                                                                 | Галатасарай | Евролига          | 2   | 0  | 14,8 | 87,5 | 0,0 | 72,7 | 2,5 | 0,5 | 0,5 | 0,5 | 11,0 |  |
| 2013/14                                                                                 | Галатасарай | Чемпионат Турции  | 2   | 0  | 7,2  | 50,0 | 0,0 | 66,7 | 2,0 | 0,5 | 0,0 | 0,0 | 4,0  |  |
| 2014/15                                                                                 | Все клубы   | Все лиги          | 36  | 3  | 12,6 | 54,7 | 0,0 | 68,7 | 2,7 | 0,3 | 0,3 | 0,3 | 6,4  |  |
| 2014/15                                                                                 | Галатасарай | Чемпионат Турции  | 9   | 1  | 8,6  | 42,1 | 0,0 | 86,7 | 1,3 | 0,3 | 0,1 | 0,3 | 3,2  |  |
| 2014/15                                                                                 | Галатасарай | Евролига          | 6   | 0  | 7,0  | 70,0 | 0,0 | 70,0 | 2,2 | 0,2 | 0,0 | 0,2 | 3,5  |  |
| 2014/15                                                                                 | Андорра     | Чемпионат Испании | 21  | 2  | 16,0 | 55,5 | 0,0 | 64,9 | 3,5 | 0,4 | 0,5 | 0,4 | 8,6  |  |
|                                                                                         |             | Всего             | 151 | 37 | 14,5 | 60,6 | 0,0 | 68,8 | 3,9 | 0,4 | 0,4 | 0,5 | 7,4  |  |
| Наведите курсор мыши на аббревиатуры в заголовке таблицы, чтобы прочесть их расшифровку |             |                   |     |    |      |      |     |      |     |     |     |     |      |  |

## Достижения
Международные
 Австралия:
- Серебряный призёр чемпионата Океании : 2009

Индивидуальные
- Новичок года чемпионата Австралии : 2008